# 磁重力波
磁重力波是一種類型的電漿波。磁重力波是一種與背景磁場波動相結合的聲學重力波。在這方面，重力波指的是一種傳統的流體波，與相對論的引力波完全無關。

## 例子
在太陽的日冕中已經發現了磁重力波。